# Сім'я (фільм, 2005)
Сім'я (фр. Familia) — перший квебекський повнометражний фільм Луїса Аршамболя, що вийшов на екрани 16 вересня 2005.

## Сюжет
Мішель, мати-одиначка чотирнадцятирічної Маргарити, змушена покинути роботу через її залежність від азартних ігор та боргів, які з'являються через них. Таким чином, вона неволею зближується зі своєю найкращою подругою дитинства, Жанін, самотньою матір'ю тринадцятирічної Ґабріелли та восьмирічного хлопчика. Стосунки між двома підлітками розвиваються і матері опиняються наодинці зі своїми демонами. Одна потерпає через свою залежність, а інша — через відсутність чоловіка. Різниця між методами виховання дітей орендодавця та тимчасового орендаря проливає світло на їхні проблеми. І весь цей час дівчатка-підлітки важко живуть під ярмом своїх матерів.

## Актори
| Актор          | Роль      |
| -------------- | --------- |
| Сільві Моро    | Мішель    |
| Маша Ґрено     | Жанін     |
| Мілен Сен-Суво | Маргарита |
| Жульет Ґозлен  | Ґабріелла |
| Мішелін Ланкто | Мадлена   |
| Вінсен Ґратон  | Шарль     |
| Патриція Нолі  | Естель    |